# Thylacodes daidai
Thylacodes daidai is een slakkensoort uit de familie van de Vermetidae. De wetenschappelijke naam van de soort is voor het eerst geldig gepubliceerd in 1982 door Scheuwimmer & Nishiwaki.